# Hochhaus am Albertplatz
Il Hochhaus am Albertplatz (letteralmente casa alta sull'Albertplatz) è un edificio a torre di Dresda.
Costruito nel 1929 su progetto di Hermann Paulick, domina con i suoi 11 piani per complessivi 40 metri d'altezza il quartiere Neustadt.
Venne costruito con struttura portante in acciaio, che ne permisero l'erezione in soli sette mesi; le facciate riprendono lo stile architettonico detto Neues Bauen con accenti monumentali.